# توفيق سلوم
شاعراً وطبيباً وناثراً سوري من حماة ( 1872 - 1956 م) وهو اخ أنيس سلوم.

### حياته
ولد في مدينة حماة وتوفي في دمشق. عاش في حماة وحمص، والآستانة، وبيروت،ودمشق، وفلسطين. تلقى دراسته الأولى على أخيه أنيس سلوم، ثم تابعها في الكلية الأمريكية في بيروت، فنال شهادة الاستعدادية 1885، ثم درس الطب في المكتب العسكري السلطاني في الآستانة سنة واحدة، عاد بعدها إلى الكلية الأمريكية، فنال شهادة البكالوريوس في العلوم 1892، وشهادة دكتوراه في الطب 1896 .
عمل طبيباً في حمص وحماة، ثم جندته الحكومة العثمانية وأرسلته إلى لبنان، ثم إلى يافا وبئر السبع، وهناك أسره الجيش البريطاني أياماً، ثم عينه طبيباً في المستشفيات المصرية الإنجليزية، إلى أن عاد إلى سورية 1919 .عين في مستشفى حماة، ثم مديراً للصحة حتى تقاعد 1933، فانتقل إلى دمشق، ومارس الطب في عيادته بمنزله.
انتخب رئيساً روحياً للطائفة الإنجليزيه في سورية 1945، وعضواً في مجلس محافظة دمشق، نال الوسام الفضي العثماني (1917) ووسام الاستحقاق السوري من الدرجة الثانية (1927) ووساماً من البطريرك الأرثوذكسي (1954).
صدر عن شعره كتاب بعنوان: «مختارات من شعر ونثر الدكتور توفيق سلوم» على نفقة كريمته السيدة سعاد سلوم نصير - مطابع ألف باء - الأديب بدمشق 1971 - وجاءت في 169 صفحة من القطع الكبير.
شعره موزع بين المناسبات الاجتماعية والثقافية التي يدعى للمشاركة فيها، والتأملات والأفكار التي تجد دوافعها في توجهه الروحي والوطني، وفي النوعين هو أقرب إلى النظم، وإن حرص على صدق الإحساس في عبارة سهلة قريبة المعاني.
نماذج من شعره :
بلادي
مـا مـرَّ ذكرُ أحـبّتــــــــــــــي بفؤادي
إلا وذبتُ تشـوُّقـاً لـبـــــــــــــــلادي
وحسـرتـي مِن ذا الزَّمــــــــــانِ وجَوْرهِ
لِمْ قـد قضى بتغرُّبـي وبِعــــــــــــــادي
لهفـي لعـيشـي تحت أنسِ لـوائكــــــــــمْ
مـا لـم تُشَبْ لـذَّاتُنـا بنفـــــــــــــاد
يـا حـاديَ الأظعـان أكرِمْ إن تشـــــــــا
وعـلـيـهـمُ بـالله مِلْ يـا حــــــــــادي
وابسطْ لـديـهـم حـالَ صــــــــــــبٍّ مغرمٍ
يبكـي لـبعـدهـمُ دمــــــــــــــاءَ مداد
واشـرحْ مُنَى جسمـي وعِظْمَ مـصـائبـــــــــي
تلكَ الـتـي أربتْ عـلى الـتعــــــــــداد
أكّدْ لهـم لا تخشَ لــــــــــــــومةَ لائمٍ
أنـي الـمقـيـمُ عـلى عهــــــــــودِ وداد
لا أقبـلنَّ مذمَّةً بـهــــــــــــــــمُ ولا
أصغـي لنصح العُذَّل الــــــــــــــــحُسَّاد
إذ هُمْ أراذلةٌ لئامٌ
ومعـاشـــــــــــــــرُ الأنذالِ والأوغاد
كـيف السلـوُّ عـن الـحـبـائب يـا تـــــرى
الـمـالكـي الأرواحِ والأجســــــــــــاد
هـيـهـاتَ أفتُرُ لـحظةً مـن ذكرهــــــــــا
تـيك الـدِّيـارِ وذكرِ ذاكَ الــــــــــوادي
وجـمـالِ «عـاصـيـه» الـذي قـد تـاه فـــي
بُرْدِ الفخـار بأسهُلٍ ووهــــــــــــــــاد
لله مـوقعُهـا وبـهجتُهــــــــــــــا ومَوْ
قِعُ كلِّ صَقْعٍ مـثلهـا أو نــــــــــــــادي

### وفاته
توفي في دمشق سنة1956 م

## روابط خارجية
-أ.وليد قنباز: توفيق سلوم طبيباً وناثراً وشاعراً - جريدة الفداء (حماة) عدد رقم 11299 في 2000/7/1 ورقم 1117 في 2000/8/21
-سعاد سلوم نصير: مختارات من شعر ونثر الدكتور توفيق سلوم - مطابع ألف باء الأديب - دمشق 1971...حكايات أبي - تقديم عيسى فتوح - مطابع ألف باء الأديب - دمشق 1999.